# Xưởng Kĩ thuật Hàng không Yokosuka
Xưởng Kĩ thuật Hàng không Hải quân Yokosuka (海軍航空技術廠 (Hải quân Hàng không Kĩ thuật xưởng) Kaigun Kōkū Gijutsu-shō) là một đơn vị thuộc Hải quân Đế quốc Nhật Bản với vai trò thiết kế, thử nghiệm và sản xuất máy bay cho Không lực Hải quân Đế quốc Nhật Bản. Nó có nhiều cái tên, mỗi cái tùy thuộc vào thời kỳ tồn tại của nó, và hoàn cảnh tại thời điểm đó. Nhiều tên gọi là từ viết tắt có nguồn gốc từ tên hoặc tên gọi quân sự của nó, vốn thay đổi theo thời gian. Xưởng này đôi khi được gọi là Kūgi-shō (空技廠 viết tắt của "Kōkū Gijutsu-shō" 航空技術廠) Tuy nhiên, cái tên Yokosuka đã là nổi trội nhất, mặc dù nó ám chỉ vị trí của xưởng tại Yokosuka, Nhật Bản.

## Lịch sử
Nguồn gốc của xưởng hàng không quay trở lại năm 1869 khi Hải quân Đế quốc Nhật Bản thành lập một quân xưởng hải quân tại Yokosuka, khoảng 13 dặm về phía nam của Yokohama tại vịnh Tokyo. Quân xưởng lo đóng tàu, sửa chữa và cung cấp quân nhu cho Hải quân Đế quốc Nhật Bản. Nó cũng là một kho lưu trữ nơi đạn dược và các loại vật tư khác được mang đến khi chúng được mua.
Khi một số máy bay nước ngoài được mua để đánh giá, Hải quân đã đưa chúng đến quân xưởng để phân tích. Xưởng đã lắp ráp máy bay từ các hộp vận chuyển của họ, và khi lắp ráp xong, chúng được bay bởi các phi công đã được gửi ra nước ngoài để học bay và đánh giá máy bay khi bay.
Những chiếc máy bay này được sửa đổi ngay khi những khuyết điểm được tìm thấy, hoặc khi một cải tiến được tích hợp. Để tạo điều kiện thuận lợi cho công việc này, Hải quân Nhật đã thành lập xưởng sản xuất máy bay và bộ phận bom mìn tại nhà máy ngư lôi của quân xưởng vào tháng 5 năm 1913.
Năm sau, từ viết tắt đầu tiên được sử dụng là Yokosho, của tên  "Yokosuka Kaigun Kōshō" (Quân xưởng Hải quân Yokosuka). Xưởng được đổi tên thành "Kaigun Kōkū Shiken-sho" (Cơ sở Nghiên cứu Hàng không của Hải quân) vào tháng 12 năm 1919. Cái tên "Kaigun Gijutsu Kenkyūsho" (Viện Nghiên cứu Kỹ thuật Hải quân) được đặt vào tháng 4 năm 1923 khi xưởng được chuyển đến Tsukiji với một số đơn vị hỗ trợ Hải quân khác. Toàn bộ cơ sở Tsukiji đã bị phá hủy trong Đại thảm họa động đất Kantō 1923. Một số cái tên khác đã được sử dụng khi Hải quân bắt đầu thành lập quân xưởng. Việc nghiên cứu bắt đầu lại vào năm 1924 khi một số máy bay được đánh giá. Dưới sự chỉ huy của Bộ Tham mưu Hàng không Hải quân mới được thành lập, "Kaigun Kokusho" (Xưởng Hàng không Hải quân) được thành lập tại Yokosuka vào ngày 1 tháng 4 năm 1932. Một số lượng lớn các nhà soạn thảo và nhà thiết kế đã được chuyển từ Quân xưởng Hải quân Hiro, kết thúc việc sản xuất máy bay ở đó.

## Những năm chiến tranh
Trong Chiến tranh thế giới thứ hai, quân xưởng chịu trách nhiệm thiết kế một số máy bay cho Hải quân Đế quốc Nhật Bản, mặc dù bản thân quân xưởng không sản xuất nhiều hơn một vài bản mẫu máy bay nó thiết kế. Thiết kế của nó được sản xuất hàng loạt bởi các công ty như Aichi Kokuki, xưởng đúc Watanabe Tekkōjo (được đổi tên thành Kyūshū Hikōki Kabushiki-kaisha (九州 飛行 機 株式会社 Công ty Trách nhiệm Hữu hạn Máy bay Kyushu vào năm 1943) và Quân xưởng Hải quân Hiro (Hiro Kaigun Kōshō, thường được viết tắt là Hirosho).
Máy bay được thiết kế bởi quân xưởng thường được chỉ định bởi chữ "Y" của nhà sản xuất cho "Yokosuka". Một ví dụ là máy bay ném bom hoạt động trên tàu sân bay Yokosuka D4Y1 Suisei (彗星 Tuệ Tinh) được sản xuất chủ yếu bởi Aichi. Các mẫu D4Y1 và sau đó cũng được sản xuất bởi Quân xưởng Hải quân Hiro (Quân xưởng Hải quân Số 11) tại Hiro.

## Máy bay

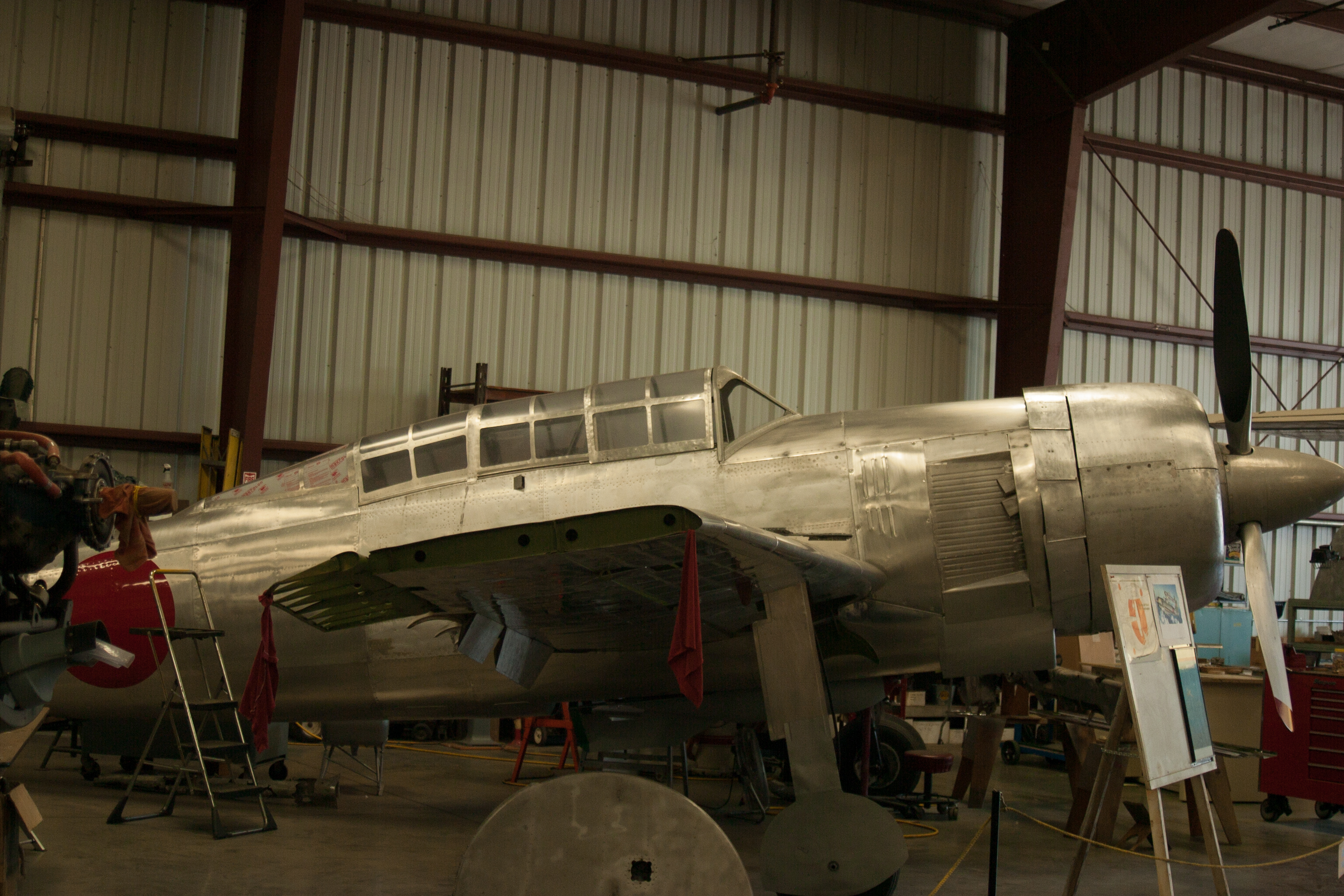
Máy bay ném bom Yokosuka D4Y4

Máy bay phóng ngư lôi (dùng trên tàu sân bay)
- Yokosuka B3Y
- Yokosuka B4Y

Máy bay ném bom bổ nhào (dùng trên tàu sân bay)
- Yokosuka D3Y
- Yokosuka D4Y

Máy bay trinh sát
- Yokosuka Ro-go Ko-gata
- Yokosuka E1Y
- Yokosuka E5Y
- Yokosuka E6Y
- Yokosuka E14Y
- Yokosuka R1Y
- Yokosuka R2Y

Tàu bay
- Yokosuka H5Y
- Yokosuka H7Y

Máy bay huấn luyện
- Yokosuka K1Y
- Yokosuka K2Y
- Yokosuka K4Y
- Yokosuka K5Y

Máy bay vận tải
- Yokosuka L3Y

Máy bay ném bom (dùng trên đất liền)

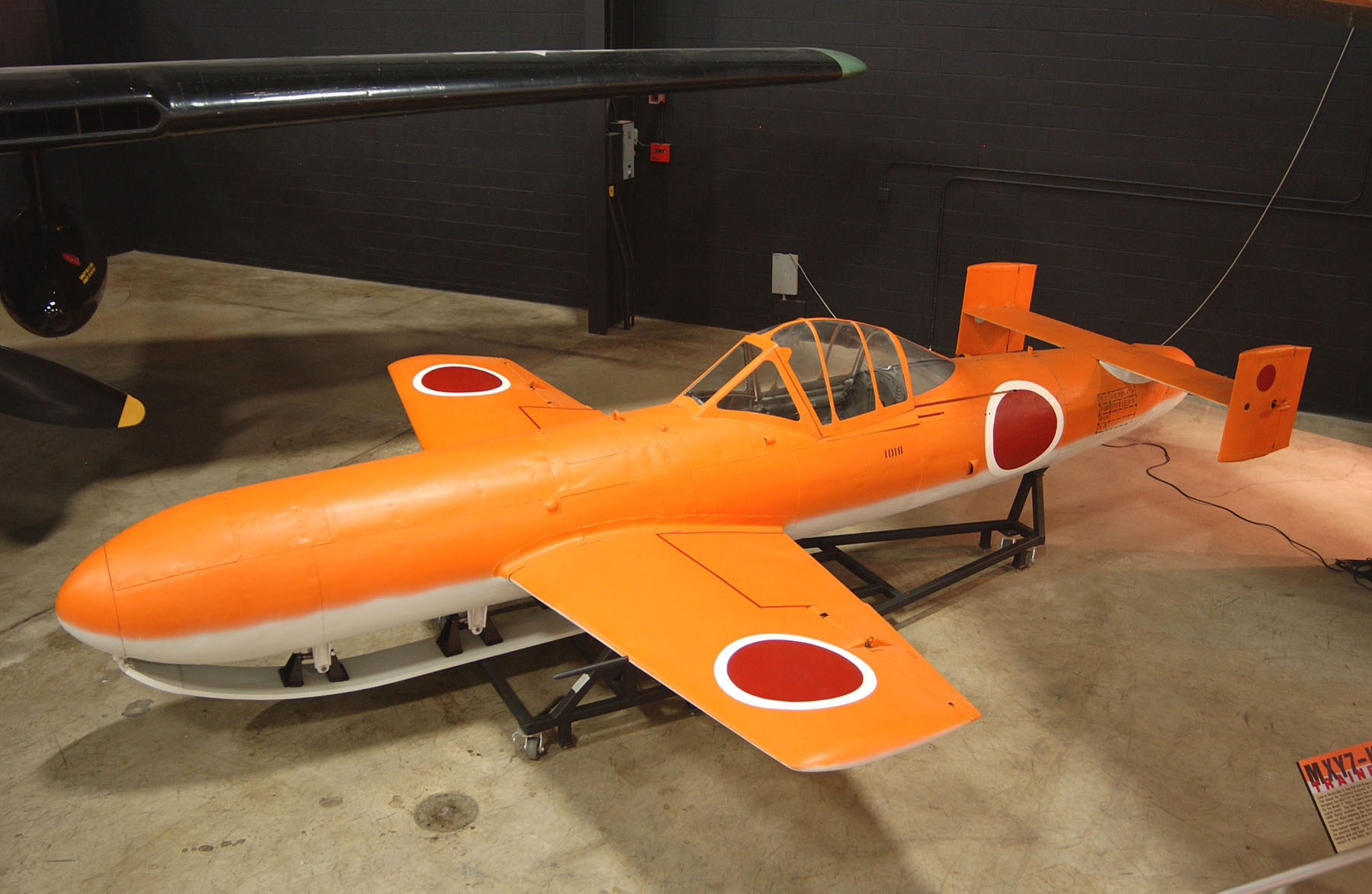
Máy bay thần phong Yokosuka MXY7 Ohka

- Yokosuka P1Y
- Yokosuka Tenga

Máy bay mục đích đặc biệt
- Yokosuka MXY1
- Yokosuka MXY2
- Yokosuka MXY3
- Yokosuka MXY4
- Yokosuka MXY5
- Yokosuka MXY6
- Yokosuka MXY7 Ohka
- Yokosuka MXY8
- Yokosuka MXY9
- Yokosuka MXY10

### Sách
- Francillon, R.J. Japanese Aircraft of the Pacific War, Putnam, London, 1970, SBN 370 00033 1
- Mikesh, Robert and Shorzoe Abe. Japanese Aircraft 1910–1941. London: Putnam, 1990. ISBN 0-85177-840-2